# ソーサレス*アライヴ! 〜the World's End Fallen Star〜
『ソーサレス*アライヴ! 〜the World's End Fallen Star〜』は、DMMのDiGinationのレーベル、Fluoriteより2019年1月25日に発売された18禁美少女アドベンチャーゲーム。

## 概要
DMMの美少女ゲームを取り扱う部門、DiGination内の新レーベル、Fluoriteの処女作。
発表された2018年に本作の発売元の親会社のDMMが版権を受け継いだメーカーでもある、Lassにかつて所属していたスタッフが数名開発に参加している。
当初は発売日が2018年10月26日だったが、2019年1月25日に延期された。

## あらすじ
主人公である折見公輝は魔力が序列を決める世界へ送られ、学院で小間使いとして暮らすようになる。そこで彼は“レイヴ”という総合魔法競技に出会う。

## 登場人物
折見 公輝（おりみ こうき）
本作の主人公。ゲームが好きで適応力が優れる。
アキナ・ランドール
声 - 北見六花
リーダー気質でレイヴチームのリーダーを務め、近接戦闘を得意とする。
ユズリハ・サーバル
声 - 小鳥居夕花
ミズガルズ領から亡命して来た。たまにダジャレを言う。
ミア・ウェルチ
声 - 満島きよら
主人公に対して友好的に接し、遊撃戦法を得意とする。
アズーリア・ニューフィールド
声 - 遠野そよぎ

穏やかで優しい性格で自陣の守りを固めるのが得意。
リリ・リル・リーリ・リンダ・リッテル・ローリア・リンドリア・ブリットアニア
声 - 小倉結衣
ブリットニア代表レイヴチームのリーダーで貫通攻撃や短距離空間移動を得意とする。
ユーミ・オーリエト
声 - 花澤さくら
オーリエト代表レイヴチームのリーダーでレイヴでは、絶大な魔力で光のレーザーを降らせるだけでなく、近接戦闘にも優れる。

## スタッフ
- キャラクターデザイン : 早川ハルイ、庄名泉石、桜みさき、美咲ゆう
- シナリオ : ストーリーワークス、LEGIOん